# 발데카로스역
발데카로스역(스페인어: Valdecarros)은 마드리드 지하철 1호선의 시종착역이다. 마드리드 비야데바예카스 구의 엔산체 데 바예카스 대로와 그란비아 델 수레스테 거리가 만나는 교차로에 위치해 있다. 요금구역상으로는 A구역에 속한다.

## 역사
2007년 5월 16일 1호선의 콩고스토 - 발데카로스 구간 연장 개통과 함께 영업에 들어갔으며, 현재 1호선의 시종착역이다. 역명은 발데카로스 개발지구에서 따왔다. 다만 실제 위치는 바예카스 개발지구이며 발데카로스 개발지구와는 떨어져 있다.

## 환승 정보
역 주변에 시내버스 정류장이 있으며 주간노선인 145번, 야간노선인 N9번 버스가 다닌다.
| 마드리드 지하철                    | 마드리드 지하철       | 마드리드 지하철 |
| ---------------------------------- | --------------------- | --------------- |
| 라스 수에르테스 피나르 데 차마르틴 | 마드리드 지하철 1호선 | 시·종착역       |